# Bahnstrecke Muszyna–Krynica-Zdrój
| Streckennummer: | 105                  |               |               |
| Kursbuchstrecke: | 130                  |               |               |
| Streckenlänge: | 10,537 km            |               |               |
| Spurweite: | 1435 mm (Normalspur) |               |               |
| Streckenklasse: | C3                   |               |               |
| Stromsystem: | 3 kV =               |               |               |
| Streckengeschwindigkeit: | 80 km/h              |               |               |
| |                      |               |               |
| \| \| \| von Leluchów \| \| \| \| 0,000 \| Muszyna \| Muszyna \| \| \| \| nach Tarnów \| \| \| \| 1,558 \| Muszyna Zdrój \| Muszyna Zdrój \| \| \| 5,356 \| Powroźnik \| Powroźnik \| \| \| \| Muszynka \| \| \| \| 9,210 \| Krynica Wieś \| Krynica Wieś \| \| \| 10,537 \| Krynica-Zdrój \| Krynica-Zdrój \| |                      |               |               |
| Strecke |                      | von Leluchów  | von Leluchów  |
| Bahnhof | 0,000                | Muszyna       | Muszyna       |
| Abzweig geradeaus und nach links |                      | nach Tarnów   | nach Tarnów   |
| Haltepunkt / Haltestelle | 1,558                | Muszyna Zdrój | Muszyna Zdrój |
| Bahnhof | 5,356                | Powroźnik     | Powroźnik     |
| Brücke über Wasserlauf |                      | Muszynka      | Muszynka      |
| ehemaliger Haltepunkt / Haltestelle | 9,210                | Krynica Wieś  | Krynica Wieś  |
| Kopfbahnhof Streckenende | 10,537               | Krynica-Zdrój | Krynica-Zdrój |

Die Bahnstrecke Muszyna–Krynica-Zdrój ist eine elektrifizierte Nebenbahn in Polen, die ursprünglich als staatlich garantierte Lokalbahn Muszyna–Krynica (polnisch: Kolej lokalna Muszyna–Krynica) erbaut und betrieben wurde. Sie zweigt in Muszyna von der Bahnstrecke Tarnów–Leluchów ab und führt in den Beskiden nach Krynica-Zdrój.

## Geschichte

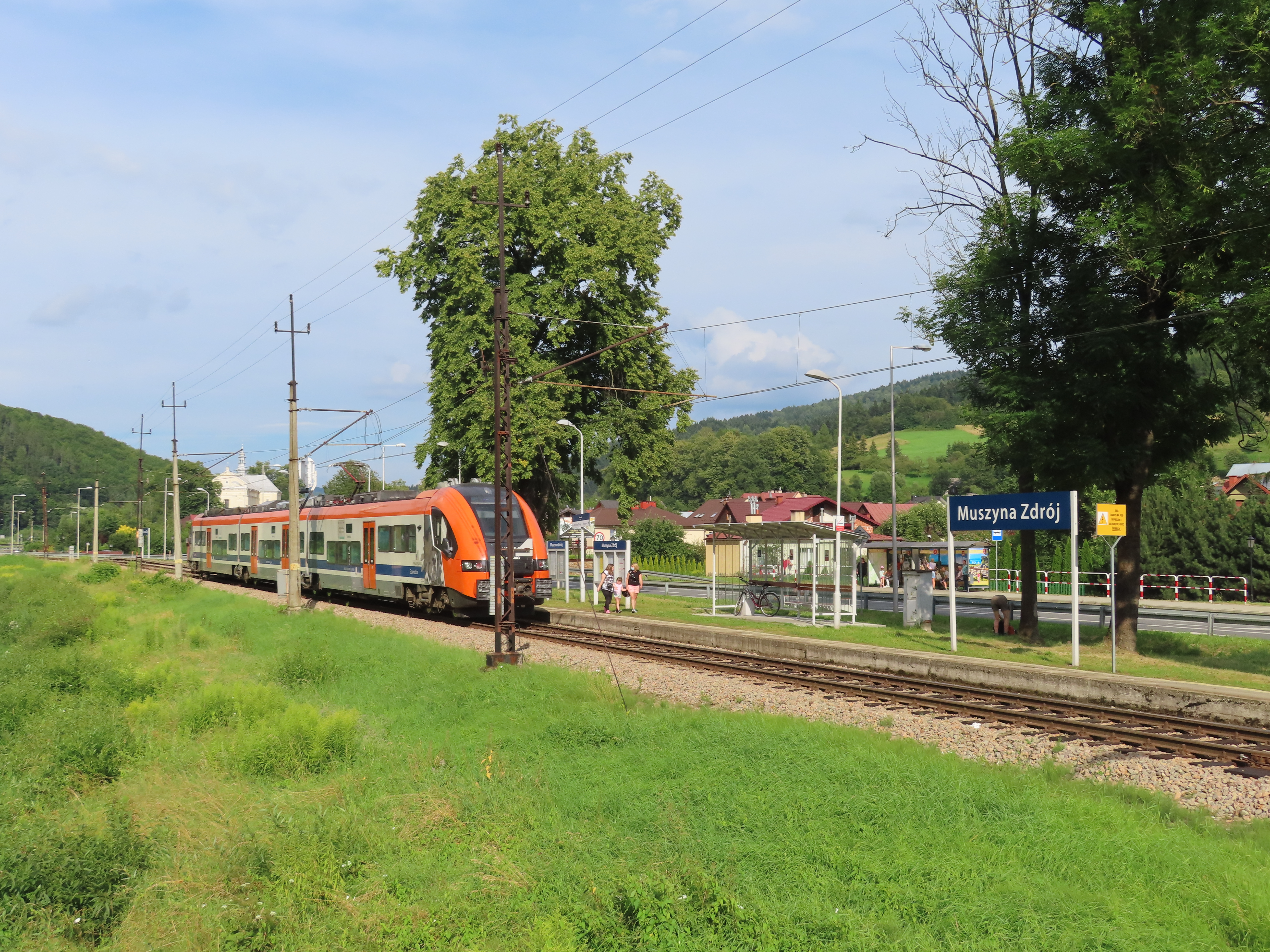
Haltepunkt Muszyna-Zdrój (2020)

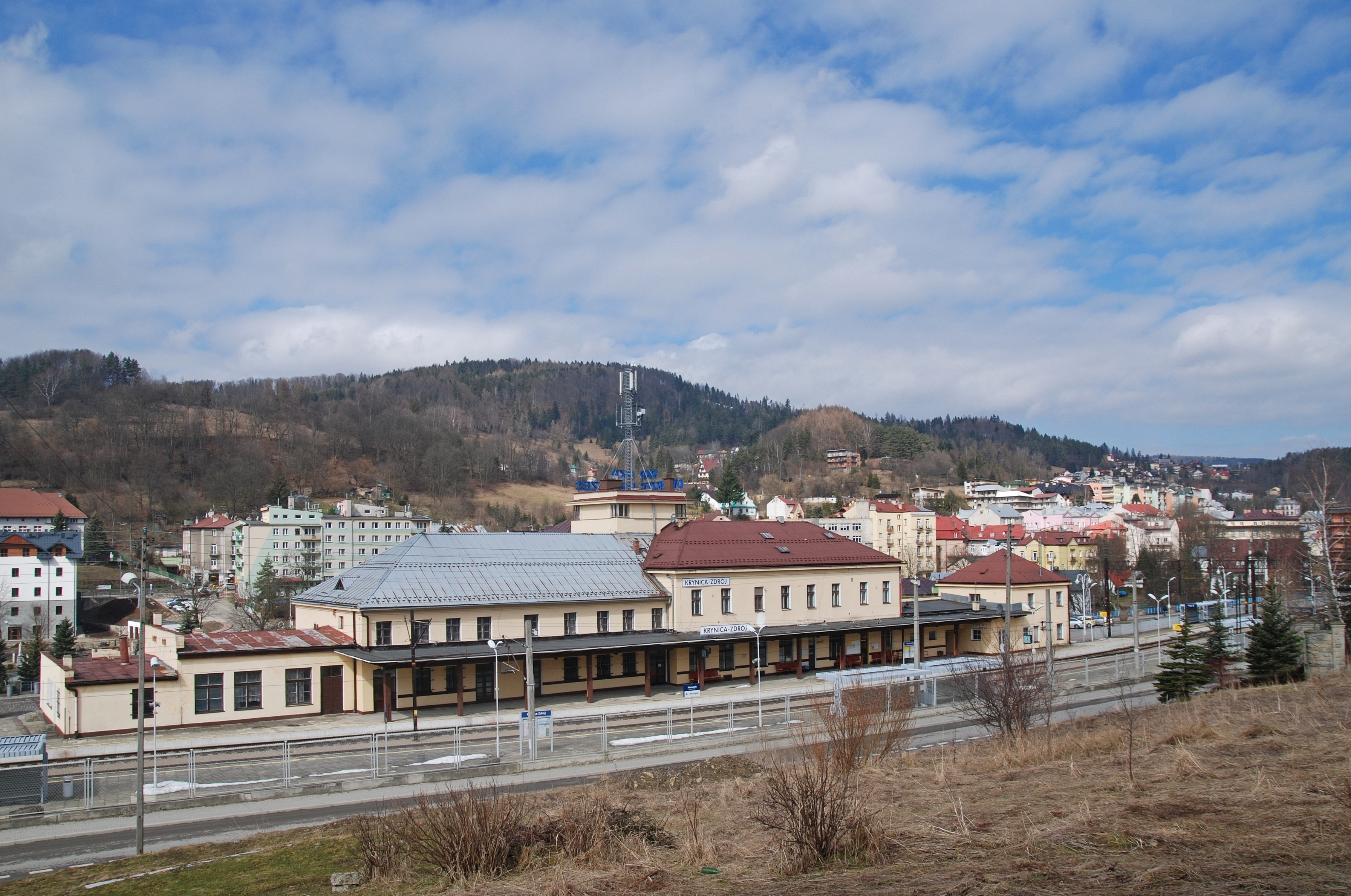
Bahnhof Krynica-Zdrój (2018)

Die Konzession „zum Baue und Betriebe einer als normalspurige Lokalbahn auszuführenden Locomotiveisenbahn von der Station Muszyna-Krynica der k.k. Staatsbahnlinie Tarnów–Leluchów nach Krynica“ erhielten der Landesausschuss des Königreichs Galizien und das Großherzogtum Krakau am 20. September 1909. Teil der Konzession war die Verpflichtung, den Bau der Strecke sofort zu beginnen und binnen zwei Jahren fertigzustellen. Gefordert war zudem, die Strecke jeweils vom 15. März bis 15. Oktober eines jeden Jahres in Betrieb zu halten.
Am 29. Mai 1911 wurde die Strecke eröffnet. Den Betrieb führten die k.k. Staatsbahnen (kkStB) für Rechnung der Eigentümer.
Nach dem Zerfall Österreich-Ungarns infolge des Ersten Weltkrieges lag die Strecke auf dem Staatsgebiet der Zweiten polnischen Republik. Betreiber der Strecke waren ab 1926 die neugegründeten Polnischen Staatsbahnen (PKP).
Im Zweiten Weltkrieg lag die Strecke ab September 1939 im durch Deutschland besetzten Generalgouvernement. Betreiber der Strecke war bis zur Befreiung des Gebietes durch die Rote Armee im Januar 1945 die Generaldirektion der Ostbahn (Gedob). Der Sommerfahrplan 1941 verzeichnete vier durchlaufende Personenzugpaare von Tarnów nach Krynica sowie ein Eilzugpaar Krakau–Krynica mit dem Fahrplanvermerk „Nur für Deutsche“. Nach dem Zweiten Weltkrieg kam die Strecke wieder zu den PKP.
Im Zusammenhang mit der Elektrifizierung der Strecke Tarnów–Leluchów (–Plaveč) erhielt auch die Strecke Muszyna–Krynica-Zdrój eine elektrische Fahrleitung. Der elektrische Zugbetrieb begann am 26. September 1987.
Der Jahresfahrplan 2022 verzeichnet vier Personenzugpaare zwischen Tarnów und Krynica-Zdrój. Dazu kommen vier Intercity-Zugpaare.

## Fahrzeugeinsatz

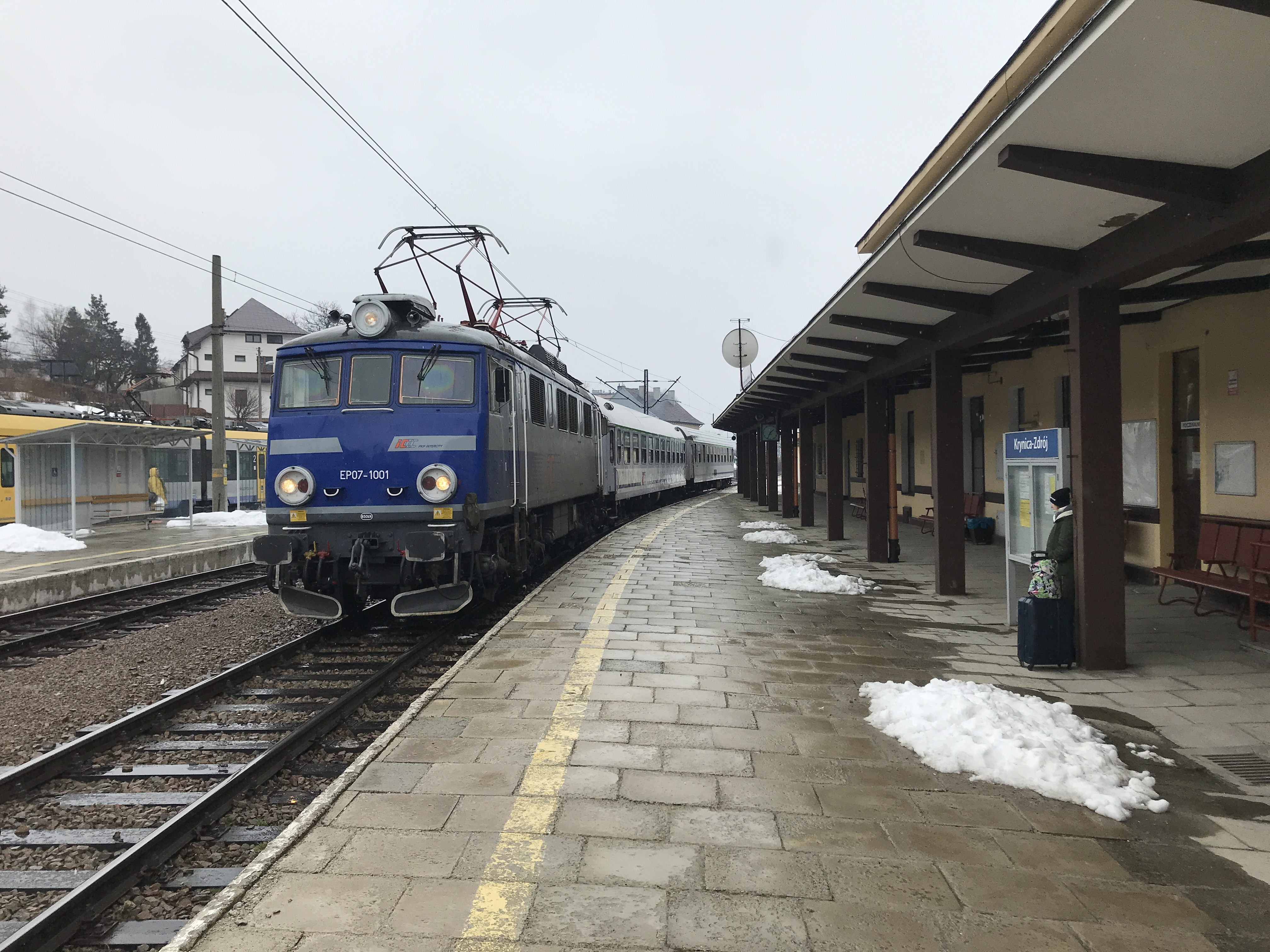
Schnellzug mit PKP-Baureihe EP07 (Krynica-Zdrój, 2020)

Für Rechnung der Eigentümer beschafften die kkStB eine Lokomotive der Reihe 97 sowie eine der Reihe 178. Sie trugen die Nummern 97.155 und  178.111.
Heute werden die Personenzüge der Relation Tarnów–Krynica-Zdrój mit den elektrischen Triebzügen der PKP-Baureihen EN57, EN71 und ED72 geführt. Schnellzüge verkehren mit Lokomotiven der PKP-Baureihen EP07 und EU07.